# Балтрушис, Игнатий
Игнатий Иосифович Балтрушис (1864, Ретавас — 18 апреля 1919, Петроград) — католический священник, прелат Его Святейшества.
Родился в 1864 г. в крестьянской семье в деревне Яупенай Ковенской губернии. Крещён 30 августа 1864 году в костёле Св. Михаила Архангела в Ретавасе.
По окончании гимназии в Либаве обучался в Санкт-Петербургской духовной семинарии, которую успешно окончил в 1885 году, а затем — в Императорской римско-католической духовной академии в Санкт-Петербурге.
В 1889 году защитил степень магистра богословия, в том же году был рукоположен во священники.
С 1889 года преподавал каноническое право и российское законодательство в семинарии.
С 1902 года руководил кафедрой канонического права в духовной академии.
В 1903 году получил степень доктора канонического права.
С 1904 года был капелланом часовни (каплицы) и законоучителем во 2 кадетском корпусе.
В 1910 году был назначен ректором духовной семинарии, которую возглавлял до закрытия в октябре 1918 г. Провел реформу семинарского обучения, увеличив число богословских дисциплин и некоторых гуманитарных наук, привлек к преподаванию новых преподавателей (в основном — выпускников духовной академии).
С 1911 года — прелат капитула Могилёвской архиепархии.
С сентября 1918 года — настоятель собора Успения Пресвятой Девы Марии.
Скончался 18 апреля 1919 года в Петрограде.